# Sabrina Filzmoserová
Sabrina Filzmoserová (* 12. června 1980, Wels) je rakouská zápasnice – judistka.

## Sportovní kariéra
S judem začínala v 8 letech v rodném Welsu v kroužku pod vedením Willyho Reizelsdorfera. Od svých 19 let se připravovala v Maria Enzersdorfu v armádním sportovním centru HSLZ (Heeresleistungssportzentrum) pod vedením Klause-Petera Stollberga. V rakouské ženské reprezentaci se pohybovala od roku 1997 v pololehké váze do 52 kg a od roku 2000 startuje v lehké váze do 57 kg. Mezi světovou špičkou se prosazovala od roku 2003, ale v olympijském roce 2004 se jí nepodařilo získat dostatečný počet bodů pro kvalifikaci na olympijské hry v Athénách.
V roce 2008 startovala na olympijských hrách v Pekingu jako úřadující mistryně Evropy, ale olympijský los k ní nebyl nakloněn. V úvodním kole nastoupila proti úřadující mistryni světa Korejce Kje Sun-hui. V závěrečné minutě se nechala strhnout technikou joko-otoši a prohrála na ippon.
V roce 2012 se kvalifikovala na olympijské hry v Londýně, kde nestačila ve čtvrtfinále na Francouzku Automne Paviaovou a obsadila dělené 7. místo. Od roku 2013 s ní v armádě neprodloužili smlouvu, přesto u vrcholového sportu vydržela a v roce 2016 se kvalifikovala na své třetí olympijské hry v Riu. V Riu nestačila v úvodním kole na Britku Nekodu Davisovou.
V roce 2018 překročila hranici dvaceti startů na seniorském mistrovství Evropy.

### Vítězství ve světovém poháru
- 2005 – 2× světový pohár (Sofie, Leonding)
- 2006 – 2× světový pohár (Paříž, Hamburk)
- 2007 – 1× světový pohár (Moskva)
- 2008 – 1× světový pohár (Paříž)
- 2010 – 2× světový pohár (Moskva, Abú Zabí)
- 2013 – 1× světový pohár (Samsun)
- 2014 – 1× světový pohár (Baku)

## Výsledky
| Turnaj             | 1997        | 1998        | 1999        | 2000       | 2001       | 2002       | 2003       | 2004       | 2005       | 2006       | 2007       | 2008       | 2009       | 2010       | 2011       | 2012       | 2013       | 2014       | 2015       | 2016       | 2017       | 2018       |  |
| Turnaj             | 17          | 18          | 19          | 20         | 21         | 22         | 23         | 24         | 25         | 26         | 27         | 28         | 29         | 30         | 31         | 32         | 33         | 34         | 35         | 36         | 37         | 38         |  |
| Turnaj             | pololehká v | pololehká v | pololehká v | lehká váha | lehká váha | lehká váha | lehká váha | lehká váha | lehká váha | lehká váha | lehká váha | lehká váha | lehká váha | lehká váha | lehká váha | lehká váha | lehká váha | lehká váha | lehká váha | lehká váha | lehká váha | lehká váha |  |
| ------------------ | ----------- | ----------- | ----------- | ---------- | ---------- | ---------- | ---------- | ---------- | ---------- | ---------- | ---------- | ---------- | ---------- | ---------- | ---------- | ---------- | ---------- | ---------- | ---------- | ---------- | ---------- | ---------- |  |
| Olympijské hry     |             |             |             | —          |            |            |            | —          |            |            |            | úč.        |            |            |            | 7.         |            |            |            | úč.        |            |            |  |
| Mistrovství světa  | —           |             | úč.         |            | úč.        |            | úč.        |            | 3.         |            | úč.        |            | úč.        | 3.         | úč.        |            | úč.        | 7.         | úč.        |            | úč.        | úč.        |  |
| Evropské hry       |             |             |             |            |            |            |            |            |            |            |            |            |            |            |            |            |            |            | 7.         |            |            |            |  |
| Mistrovství Evropy | —           | úč.         | úč.         | úč.        | úč.        | úč.        | 3.         | 5.         | 3.         | 3.         | 3.         | 1.         | 7.         | 2.         | 1.         | úč.        | 2.         | 3.         | 7.         | úč.        | —          | 5.         |  |
| Akademické MS      |             |             |             | —          |            | —          |            | 7.         |            | —          |            |            |            |            |            |            |            |            |            |            |            |            |  |
| MS juniorů         |             | 5.          |             |            |            |            |            |            |            |            |            |            |            |            |            |            |            |            |            |            |            |            |  |
| ME juniorů         | 3.          | 1.          | 2.          |            |            |            |            |            |            |            |            |            |            |            |            |            |            |            |            |            |            |            |  |